# Avard Moncur
Avard Moncur (Nassau, 2 de novembro de 1978) é um velocista bahamense medalhista olímpico e campeão mundial dos 400 m rasos. Ele conquistou seu título mundial e a medalha de ouro no Campeonato Mundial de Atletismo de 2001, em Edmonton, Canadá. Neste mesmo campeonato ganhou uma segunda medalha de ouro com o revezamento 4x400 m. Foi com o revezamento bahamense que conquistou o maior número de medalhas em torneios globais, seis no total, incluindo duas em Jogos Olímpicos,  além da medalha de ouro no revezamento dos Jogos Pan-americanos de 2007 no Rio de Janeiro.